# Ceryx rhysoptila
Ceryx rhysoptila är en fjärilsart som beskrevs av Turner 1922. Ceryx rhysoptila ingår i släktet Ceryx och familjen björnspinnare. Inga underarter finns listade i Catalogue of Life.